# Bromma reningsverk
| Till vänster: Åkeshovsanläggningen, till höger: Nockebyanläggningen, oktober 2010. |  | Till vänster: Åkeshovsanläggningen, till höger: Nockebyanläggningen, oktober 2010. |
| Till vänster: Åkeshovsanläggningen, till höger: Nockebyanläggningen, oktober 2010. |  |                                                                                    |

Bromma reningsverk består av två anläggningar, Åkeshovsanläggningen och Nockebyanläggningen, båda ligger vid Drottningholmsvägen strax sydväst om Brommaplan i  Stockholm. Idag (2010) renar Bromma avloppsreningsverk avloppsvatten från cirka 290 000 människor i Västerort, Sundbybergs kommun samt delar av Järfälla och Ekerö kommuner.
Det renade avloppsvattnet leds sedan 1989 via den cirka 12 km långa Saltsjötunneln under Solna och Stockholm till Saltsjön utanför Kastellholmen. Från avloppsvattnet utvinns biogas, rötslam samt  fjärrvärme och fjärrkyla.
I projektet Stockholms framtida avloppsrening planerar Stockholm Vatten och Avfall att lägga ned verket, bygga en avloppstunnel till Henriksdal och flytta verksamheten till Henriksdals reningsverk.

## Historik
Medan det första vattenverket för dricksvatten i Stockholm anlades redan 1861 vid Årstaviken på Södermalm (se Årstaverken), dröjde det till 1930-talet innan en professionell rening av avloppsvattnet infördes i staden. 
År 1930 blev en omfattande utredning om avloppet i staden klar som kom att kallas "avloppsbibeln". Det var början till ett mera planerat avloppsnät i Stockholm, och avloppsreningsverk började byggas. I samband med det fick de nybyggda bostadsområden på Brommalandet sitt och stadens första reningsverk, Ålstensverket. Innan dess hade orenat smutsvatten släppts ut i Riddarfjärden och Mälaren. Med ett nyuppfört vattenverk på Lovön, som hämtade sitt vatten från just Mälaren, var det en oacceptabel lösning. 

## Anläggningar

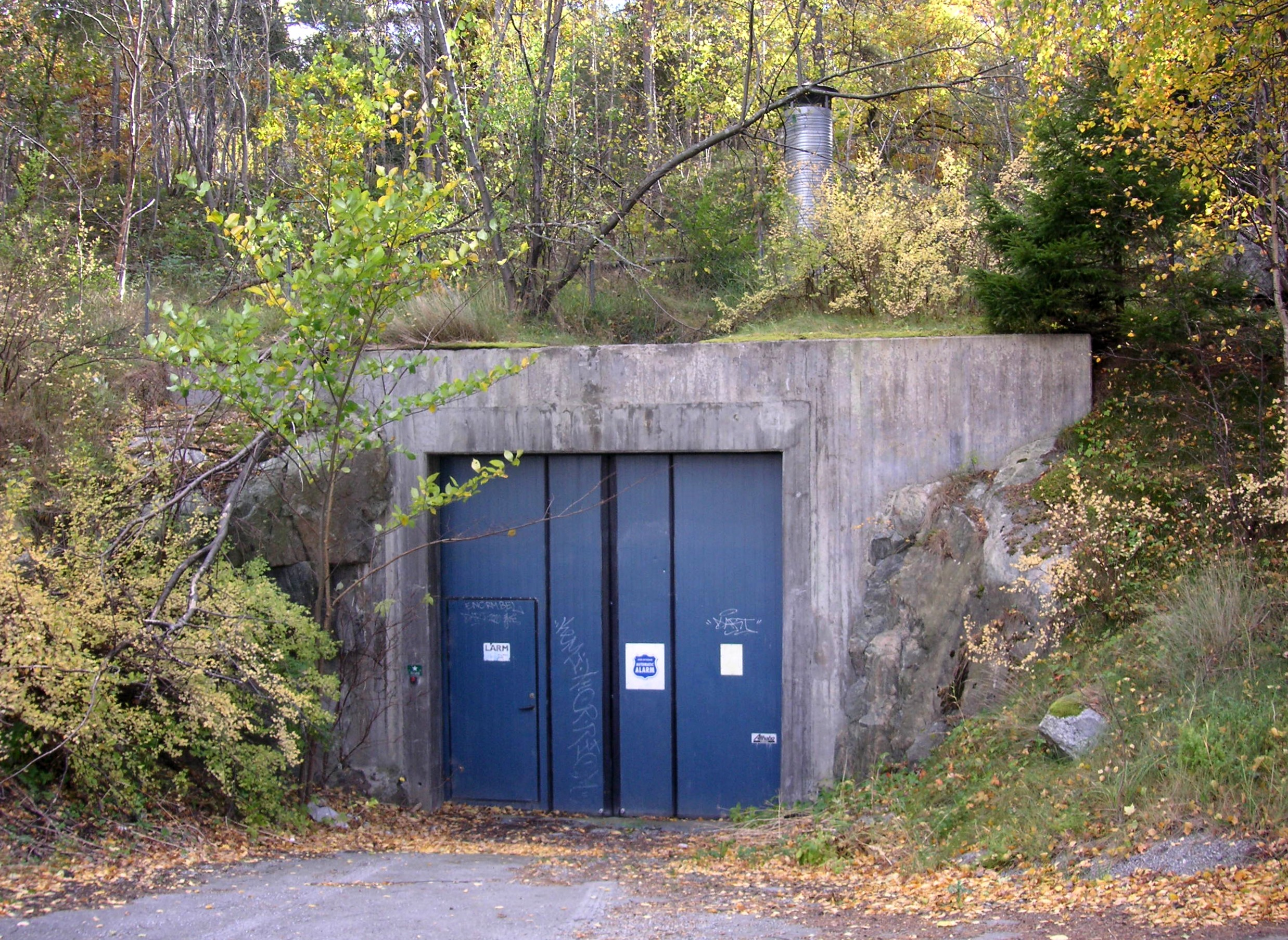
Nockebyanläggningen, ingång till bergrummet.

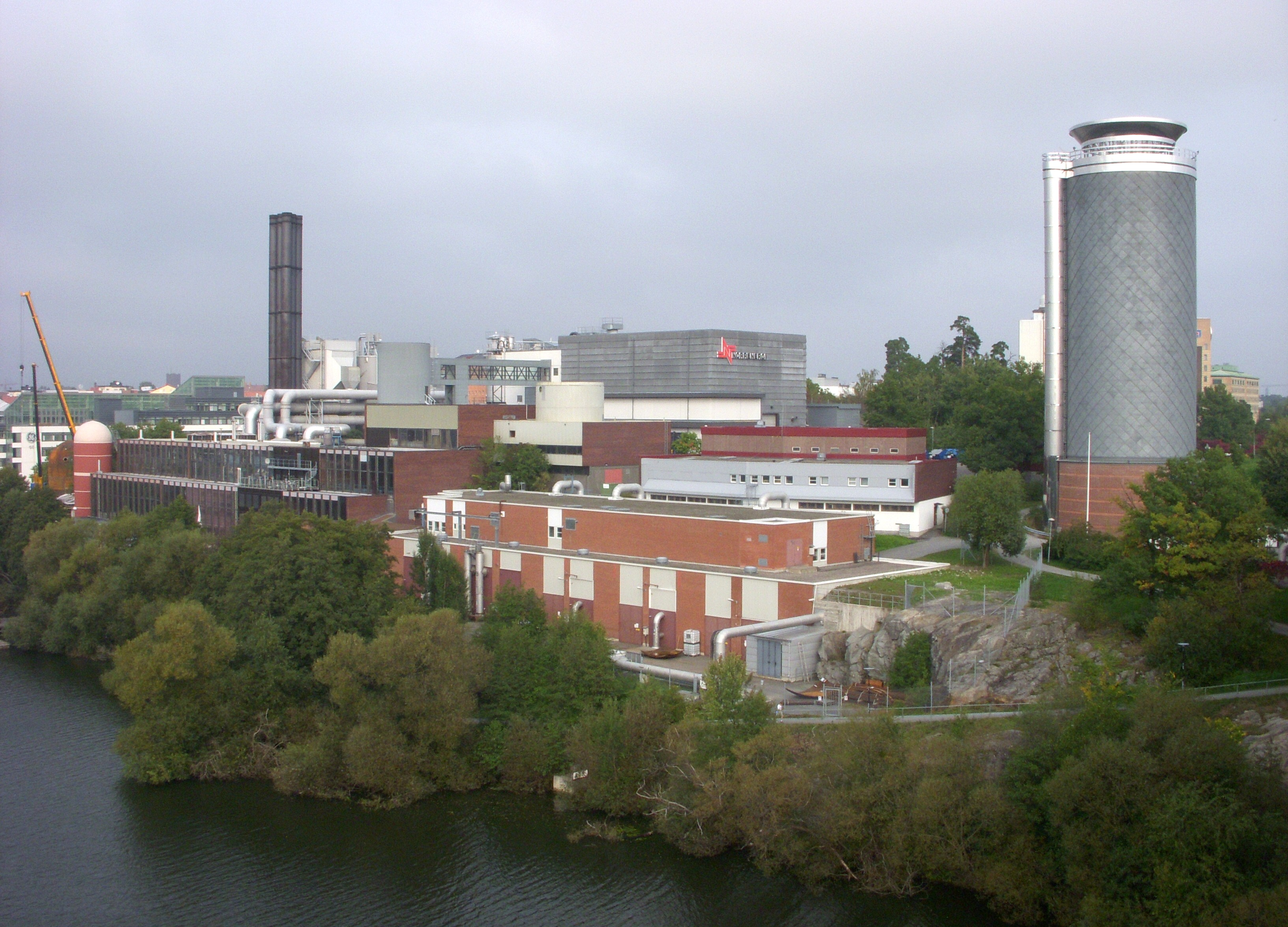
Norrenergi vid Bällstaviken.

Den allra första reningsanläggningen var Ålstensverket, det stod färdig 1934 och tog hand om avloppsvattnet från ca 5000 personer som bodde inom Ålstensområdet. Ålstensverket ersattes 1965 av en pumpstation i samband med att Nockebyverket färdigställdes.
Stockholms äldsta fortfarande i drift varande avloppsreningsverk är Åkeshovsanläggningen. Åkeshovs reningsverk togs i bruk 1934 och skulle betjäna de nya stadsdelarna väster om Tranebergsbron. Verket har sedan dess byggts ut och förbättrats i flera etapper. Vid Åkeshovsanläggningen sker förbehandling, försedimentering, slambehandling och biogashantering. Ändprodukter är  rötslam och biogas. För biogas finns en gasklocka som rymmer 550 m3.
Nockebyanläggningen invigdes 1966 och utvidgades 1985. Från Åkeshovsanläggningen leds numera avloppsvattnet, efter en första rening, via en ca 600 meter lång bergtunnel med självfall till Nockebyanläggningen. Här renas vattnet biologiskt i sex luftningsbassänger, som ligger insprängda i berget. Totalvolymen är på 24 000 m3. I skogspartiet ovanför bergsanläggningen reser sig ett högt ventilationstorn i betong. Ursprungligen leddes det biologisk renade vatten genom en 900 meter lång bergtunnel till Mälaren, där det släpptes ut på 10 meters djup. 

## Saltsjötunneln
Sedan 1988 rinner avloppsvattnet via en 4,5 km lång bergtunnel till värmepumpverket Norrenergi vid Bällstaviken i Solna. Norrenergi utvinner fjärrvärme och fjärrkyla från restvärmen i avloppsvattnet för förbrukare i Solna och Sundbyberg. Därefter går vattnet i den 7,5 km långa Saltsjötunneln under Huvudsta, Kungsholmen,  Norrmalm och Kastellholmen till Saltsjön.
Saltsjötunneln är en fullortsborrad tunnel med en diameter på 3,5 meter på 50 meter under staden. Fullortsborrmaskinen som användes vid anläggning av Saltsjötunneln kallades "Ormen Långe". Utloppet ligger i hamnbassängen utanför Kastellholmen, cirka 250 meter från stranden. Denna lösning betydde mindre risk för störningar vid vattenverken inom Östra Mälarens vattenskyddsområde.

## Utvecklingsprojekt
Stockholms framtida avloppsrening är ett av Stockholm Vatten och Avfalls genom tiderna största projekt och det beräknas vara genomfört till 2026. I projektet utvecklas Henriksdals reningsverk till ett av världens mest moderna med fördubblad kapacitet. Avloppsvattnet kommer att renas med hjälp av membranteknik, vilket kan rena mer avloppsvatten mer effektivt än idag på en mindre yta. Bromma reningsverk stängs och en ny avloppstunnel dras 30–90 meter under marken från Bromma till Henriksdal. På så sätt säkras möjligheten att rena Stockholms avloppsvatten när befolkningen ökar samtidigt som högre miljökrav ställs på det renade vattnet. Satsningen innebär att vattnet i Mälaren blir ännu renare, att utsläppen i Östersjön minskar och att transporter av avloppsslam genom bostadsområden försvinner.